# Carroccio

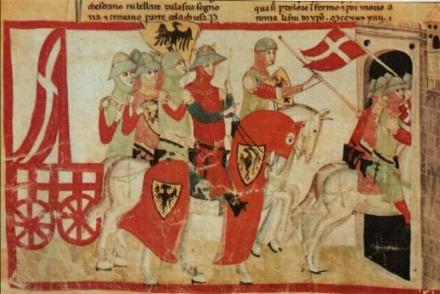
Carroccio des Lombardenbunds, der den Truppen Kaiser Friedrichs II. bei der Schlacht von Cortenuova in die Hände fiel. Giovanni Villani: Nuova Cronica

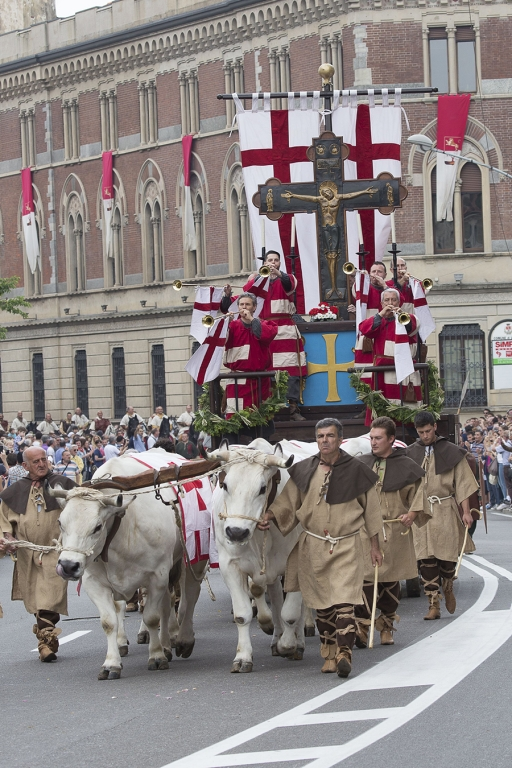
Carroccio (Nachbildung) beim Palio di Legnano

Der Carroccio war ein von Ochsen gezogener Triumphwagen, der von den mittelalterlichen Republiken Italiens benutzt wurde.
Es handelte sich dabei um eine rechteckige Plattform auf vier Rädern, auf der sich das Banner der Stadt und ein Altar befanden. Priester hielten vor der Schlacht einen Dienst am Altar, und die Trompeter daneben spornten die Soldaten an. Während der Schlacht war der Carroccio von den mutigsten Kriegern umgeben und diente sowohl als Sammelpunkt als auch als Symbol der Stadt. Die Eroberung des Carroccio galt als Niederlage und Demütigung.
Erstmals wurde ein Carroccio 1038 von den Mailändern eingesetzt. Eine wichtige Rolle spielte er in den Kriegen des Lombardenbundes gegen den römisch-deutschen Kaiser Friedrich Barbarossa (Schlacht von Legnano). Danach wurde er von anderen Städten übernommen und tauchte erstmals 1228 auf einem Florentiner Schlachtfeld auf. Dem Florentiner Carroccio folgte gewöhnlich ein kleinerer Wagen mit der Martinella, einer Glocke für militärische Signale. Wenn ein Krieg bevorstand, wurde die Martinella über der Tür der Kirche Santa Maria del Mercato Nuovo in Florenz aufgehängt und geläutet, um Bürger und Feinde zu warnen. In Friedenszeiten wurde der Carroccio von einer bedeutenden Familie aufbewahrt, die sich für ihre Dienste an der Republik ausgezeichnet hatte.
Im heutigen politischen Sprachgebrauch Italiens steht der Begriff Carroccio für die Partei Lega Nord.